# Gaetano Cingari
Gaetano Cingari (né le 14 novembre 1926 à Reggio de Calabre et décédé le 9 mai 1994 à Padoue) est un historien et un homme politique italien.

## Jeunesse et études
Gaetano Cingari est né dans le quartier Ferrovieri de Reggio, fils de Salvatore Cingari et de Lucrezia Tripepi ; son père, d'origine sicilienne, est  un employé des Chemins de fer de l'État italien. Jeune homme, il est un lecteur passionné des ouvrages des auteurs tels que Fortunato, Croce, Maxime Gorki et Jean Jaurès qui lui ont été prêtés par le libraire communiste de Reggio Carlo La Cava. 
En 1944, il obtient le diplôme de maîtrise et en 1948, en tant qu'étudiant privé, la maturité scientifique après quoi il s'inscrit à la Faculté des Sciences, obtenant un diplôme en mathématiques en 1952. En 1948, il a parallèlement réussi le concours de maîtrise et depuis octobre 1949, il est professeur à Gioia . Immédiatement après avoir obtenu son diplôme en mathématiques, il s'inscrit à la Faculté d'éducation où il obtient son diplôme en histoire.

## Enseignement
Méridionaliste, il est l'élève des historiens Giorgio Spini, Luigi Firpo et Rosario Romeo et est très proche de Gaetano Salvemini et Guido Dorso . Sa thèse Giacobini et Sanfedisti en Calabre en 1799 est publiée en 1957. Immédiatement après l'obtention de son diplôme, il est devenu l'assistant de Firpo. En 1959, il est maître de conférences libre à l'Université de Messine et assistant en science politique. À partir de 1963, il enseigne l'histoire moderne à l' Université de Messine.

## Activité politique
En 1943, il rejoint le Parti d'action  dont font partie ses mentors, Domenico Di Giorgio et Domenico Scoleri, rédacteurs de L'Azione et directeurs de Historica. Il est membre du Conseil républicain qui s'est constitué en 1945 pour soutenir la République lors du référendum institutionnel de 1946 et qui comprend des socialistes, des communistes et des républicains. En 1945, après la dissolution du Parti d'action, il devient membre du Parti socialiste italien , soutenant Guglielmo Calarco dans la campagne électorale de 1948. Au cours de la décennie suivante, il est élu dans différentes charges locales. 
Il est ensuite député du PSI pendant la cinquième législature, de 1968 à 1972; à ce titre, il intervient dans le débat sur la réforme scolaire. À partir de 1975, il est vice-président du conseil régional de Calabre et devient ensuite député européen en octobre 1983, entrant en cours de législature, jusqu'en 1984. En 1989, à la suite des changements du PSI qu'il dénonce ouvertement, il quitte les socialistes et est par la suite élu comme indépendant sur la liste du Parti démocratique de gauche au Parlement européen de 1992 à 1994 .

## Travaux
- Giustino Fortunato e il Mezzogiorno, Parenti, Florence, 1954.
- Giacobini e Sanfedisti in Calabria nel 1799, D'Anna, Messina–Florence, 1957.
- Democrazia e romanticismo nel Mezzogiorno: Domenico Mauro, Esi, Naples, 1965.
- Problemi del Risorgimento meridionale, D'Anna, Messina–Florence, 1965.
- Mezzogiorno e Risorgimento – La restaurazione a Napoli dal 1821 al 1830, Laterza, Bari, 1970,  (ISBN 8842000639).
- Guglielmo Calarco per il Socialismo, Reggio Calabria, 1975.
- Brigantaggio – Proprietari e contadini nel sud (1799–1900), Editori Meridionali Riuniti, Reggio Calabria, 1976.
- Nordisti, acciaio e mafia, Lerici, Cosenza, 1977.
- Scilla nel Settecento: «feluche» e «venturieri» nel Mediterraneo; pubblicazione del Centro Servizi Culturali e Biblioteca Comunale di Villa San Giovanni, Reggio Calabria, Casa del Libro, 1979.
- Alvaro e il Mezzogiorno, in Corrado Alvaro, l'Aspromonte e l'Europa, Reggio Calabria, Casa del Libro Ed., 1981.
- Storia della Calabria dall'Unità a oggi, Laterza, Roma–Bari, 1982,  (ISBN 8842020885).
- Reggio Calabria, Laterza, Roma–Bari, 1988,  (ISBN 8842029920).
- Il Partito Socialista nel Reggino 1888-1908, Laruffa, Reggio Calabria, 1990,  (ISBN 887221050X).
- Roccella Jonica: profilo storico in età moderna, Reggio Calabria, Falzea, 2005 [publication posthume].